# 'Hours...'
 'Hours...'  es el vigesimoprimer álbum de estudio del músico británico David Bowie, publicado por Virgin Records en octubre de 1999. Este fue el último álbum de Bowie editado por el subsello de EMI. Fue el primer álbum completo de un importante artista disponible para descargar a través de Internet, precediendo a su lanzamiento físico en dos semanas.
Hours supuso el primer trabajo de Bowie desde The Rise and Fall of Ziggy Stardust and the Spiders from Mars en no entrar en el Top 40 de Billboard 200, alcanzando la posición 47.

## Antecedentes
Bowie y Reeves Gabrels escribieron juntos las canciones tanto para Hours como para el videojuego de aventuras Omikron: The Nomad Soul al mismo tiempo. Según Gabrels, establecieron sesiones especiales de escritura para escribir la música para estos proyectos, luego grabaron demos en estudios localizados en Bermuda y París. El mismo Gabrels escribió más de 3 horas de canciones instrumentales para el juego (además de las canciones que él y Bowie habían escrito juntos). Gabrels describió estos temas como "más electrónicos y de naturaleza agresiva que los del álbum de Hours" y sugirió que habría un álbum instrumental de Omikron, The Nomad Soul por lanzarse el año que viene.
Hours se pensó como el CD de la banda sonora de Omikron en junio de 1999. En el juego, lanzado por Eidos Interactive aproximadamente un mes después del álbum, Bowie interpretó el papel de un personaje llamado Boz, mientras que su esposa Iman apareció como una "incarnable" que introdujo "la reencarnación virtual". Además, Bowie apareció junto con Gabrels y Gail Ann Dorsey como "The Dreamers", una banda virtual que actuaba en los bares de Omikron City. Los personajes del juego también podían comprar un álbum virtual que podrían escuchar en sus apartamentos. Omikron: The Nomad Soul incluyó ocho canciones, todas ellas también aparecieron en Hours ("We All Go Through" solo como una pista adicional en Japón, pero también como el lado B de Thursday's Child y así como en el disco bonus de 2005). En una conferencia de prensa de E3, Bowie dijo sobre su trabajo en la banda sonora:
"Me alejé del sonido estereotipado de la música industrial de juegos. Mi prioridad al escribir música para Omikron fue darle un subtexto emocional. Siento como si Reeves y yo lo hubiéramos logrado. Los dos trabajamos muy de cerca con Quantic Dream. para crear ocho nuevas canciones para el juego ".
El juego también incluyó 34 "Canciones instrumentales", de las cuales 26 fueron escritas e interpretadas por Gabrels y 8 por Bowie y Gabrels. La mitad de las canciones de Bowie y Gabrels fueron "versiones de fácil escucha" de algunas de las canciones vocales. Algunas de las otras "canciones instrumentales" se desarrollarán y lanzarán como lados B, por ejemplo "Awakened 2" es una versión instrumental de "No One Calls" y "Thrust" (que se escucha durante una pelea en la azotea con un demonio) se convertiría en "1917". Sólo tres canciones en Hours no fueron de Omikron: "If I'm Dreaming My Life", "What's Really Happening?" y "Brilliant Adventure" (aunque este último fue considerado como música incidental para el juego).
Gabrels recordó cómo originalmente, "hicimos una versión diferente de Hours, y yo había tocado el bajo en esa, y luego nos sentamos sentamos y la escuchamos, y David dijo que era demasiado cruda. Pensé que tenía una cierta calidad de Diamond Dogs, pero él quería que fuera más rápida y pulida, y que tuviese un bajo "fretless" ... Mark Plati llegó al final de Hours para tocar el "fretless" y volver a mezclar el disco". Este fue uno de los cambios que frustró a Gabrels, lo que finalmente lo llevó a dejar de trabajar con Bowie poco tiempo después. Dijo: "Hay una canción de la época de Hours que era un lado B llamado 'And We Shall Go to Town' que pensé que era un tema clave para ese álbum y terminó siendo sacado del álbum, y esa era una pieza clave para mí. Era una pista muy oscura".
Para despertar el interés en el inminente álbum, se realizó un concurso llamado "Cyber Song" en el sitio web personal de Bowie, BowieNet, para componer las letras de una versión instrumental temprana de la canción "What's Really Happening?". La letra ganadora se presentará en Hours. El ganador del concurso Alex Grant también ganó un viaje a los Looking Glass Studios de Philip Glass el 24 de mayo de 1999 para ver a Bowie grabar la voz final durante un webcast en vivo. Allí, Grant contribuyó coros a la canción, junto con un amigo que lo acompañó.
El título original del álbum iba a ser "The Dreamers", llamado así por el último tema del álbum.

## Arte de tapa
La portada del álbum, diseñada por Rex Ray con fotografías de Tim Bret Day y Frank Ockenfels, muestra a un Bowie de pelo corto, del intensamente enérgico álbum anterior Earthling, exhausto, descansando en los brazos de una versión más juvenil de Bowie. De hecho, Hours es un álbum mucho más suave que su predecesor, y presenta numerosas referencias a partes anteriores de la carrera musical de Bowie (particularmente de principios de los 70). Para el lanzamiento inicial del álbum, varias copias presentaban una versión lenticular de la portada, lo cual le daba un efecto tridimensional a la imagen.

## Crítica
El crítico principal de AllMusic, Stephen Thomas Erlewine escribió: "puede que no sea uno de los clásicos de Bowie, pero es el trabajo de un músico magistral que ha comenzado a disfrutar nuevamente de su oficio y no tiene miedo de que las cosas se desarrollen naturalmente". El crítico de Rolling Stone, Greg Tate, describió al disco como "un álbum que mejora con cada nueva escucha" y "una mayor confirmación de la observación de Richard Pryor de que los llaman viejos sabios porque todos los jóvenes sabios están muertos". De manera similar, Alternative Press describió a Hours como "una obra maestra" y agregó que "encuentra a Bowie volviendo a lo básico que nunca debería haber dejado atrás".
Ryan Schreiber de Pitchfork criticó al álbum, diciendo: "Hours opta por un sonido único, pero sin embargo el sonido adult-contemporary se presenta con toda la vitalidad y la energía de un tronco podrido". Schreiber declaró además: "No, no es un nuevo fracaso, pero eso no significa que no sea embarazoso". Escribiendo para Select, John Mullen consideró que el álbum era una mejora en Earthling, pero comparó a Bowie con una "versión de alta definición" de Sting y concluyó: "Incluso en el exorcismo personal de "Seven" hay una falta de urgencia que sugiere que el 'confesionario' es simplemente otro estilo que Bowie está probando para encajar".

## Lanzamientos
En 2004, se lanzó una edición con pistas adicionales. En enero de 2005, la nueva etiqueta de Bowie, ISO Records, relanzó Hours como un doble CD con el segundo CD compuesto por remixes, versiones alternativas y lados B individuales.

## Actuaciones en vivo
Bowie llevó el álbum de gira en su "Hours Tour", de 3 meses de duración, a fines de 1999. En agosto, apareció en VH1 Storytellers, y en octubre apareció en la temporada 25 de      "Saturday Night Live" para interpretar "Thursday's Child" y "Rebel Rebel". Su aparición en "VH1 Storytellers" fue lanzada en 2009 como VH1 Storytellers.

## Lista de canciones
Todas las canciones escritas y compuestas por David Bowie y Reeves Gabrels excepto What's Really Happening?, escrita por Alex Grant.
| N.º | Título                                | Duración |  |
| 1.  | «Thursday's Child»                    | 5:24     |  |
| 2.  | «Something in the Air»                | 5:46     |  |
| 3.  | «Survive»                             | 4:11     |  |
| 4.  | «If I'm Dreaming My Life»             | 7:04     |  |
| 5.  | «Seven»                               | 4:04     |  |
| 6.  | «What's Really Happening?»            | 4:10     |  |
| 7.  | «The Pretty Things Are Going to Hell» | 4:40     |  |
| 8.  | «New Angels of Promise»               | 4:35     |  |
| 9.  | «Brilliant Adventure»                 | 1:54     |  |
| 10. | «The Dreamers»                        | 5:14     |  |

### Pistas adicionales (Reedición de 2005)
| N.º | Título                                                             | Duración |  |
| 1.  | «Thursday's Child» (Rock Mix)                                      | 4:29     |  |
| 2.  | «Thursday's Child» (Omikron: The Nomad Soul Slower Version)        | 5:35     |  |
| 3.  | «Something in the Air» (American Psycho Remix)                     | 6:03     |  |
| 4.  | «Survive» (Marius de Vries Mix)                                    | 4:18     |  |
| 5.  | «Seven» (Demo)                                                     | 4:07     |  |
| 6.  | «Seven» (Marius De Vries Mix)                                      | 4:13     |  |
| 7.  | «Seven» (Beck Mix #1)                                              | 3:46     |  |
| 8.  | «Seven» (Beck Mix #2)                                              | 5:14     |  |
| 9.  | «The Pretty Things Are Going to Hell» (Edit)                       | 4:00     |  |
| 10. | «The Pretty Things Are Going to Hell» (Stigmata Film Version)      | 4:49     |  |
| 11. | «The Pretty Things Are Going to Hell» (Stigmata Film Only Version) | 4:00     |  |
| 12. | «New Angels of Promise» (Omikron: The Nomad Soul Version)          | 4:38     |  |
| 13. | «The Dreamers» (Omikron: The Nomad Soul Longer Version)            | 5:43     |  |
| 14. | «1917»                                                             | 3:29     |  |
| 15. | «We Shall Go to Town»                                              | 3:55     |  |
| 16. | «We All Go Through»                                                | 4:11     |  |
| 17. | «No One Calls»                                                     | 3:50     |  |

## Personal
- David Bowie: voz, teclados, guitarra acústica de doce cuerdas y programación de batería.
- Reeves Gabrels: guitarras eléctrica y acústica, loops de batería, sintetizadores y programación.
- Mark Plati: bajo, guitarras acústica de doce cuerdas y eléctrica, sintetizadores, programación de batería y melotrón.
- Mike Levesque: batería
- Sterling Campbell: batería en "Seven", "New Angels of Promise" y "The Dreamers".
- Chris Haskett: guitarra rítmica en "If I'm Dreaming My Life".
- Everett Bradley: percusión en "Seven".
- Holly Palmer: coros en "Thursday's Child".

## Posición en listas
| Año  | Lista          | Posición |
| ---- | -------------- | -------- |
| 1999 | Alemania       | 4        |
| 1999 | Austria        | 2        |
| 1999 | Estados Unidos | 47       |
| 1999 | Francia        | 7        |
| 1999 | Noruega        | 4        |
| 1999 | Reino Unido    | 5        |
| 1999 | Suecia         | 2        |